# Lindbronsmal
Lindbronsmal (Roeslerstammia erxlebella) är en fjärilsart som beskrevs av Fabricius 1787. Lindbronsmal ingår i släktet Roeslerstammia och familjen bronsmalar. Arten är reproducerande i Sverige. Inga underarter finns listade i Catalogue of Life.

## Bildgalleri

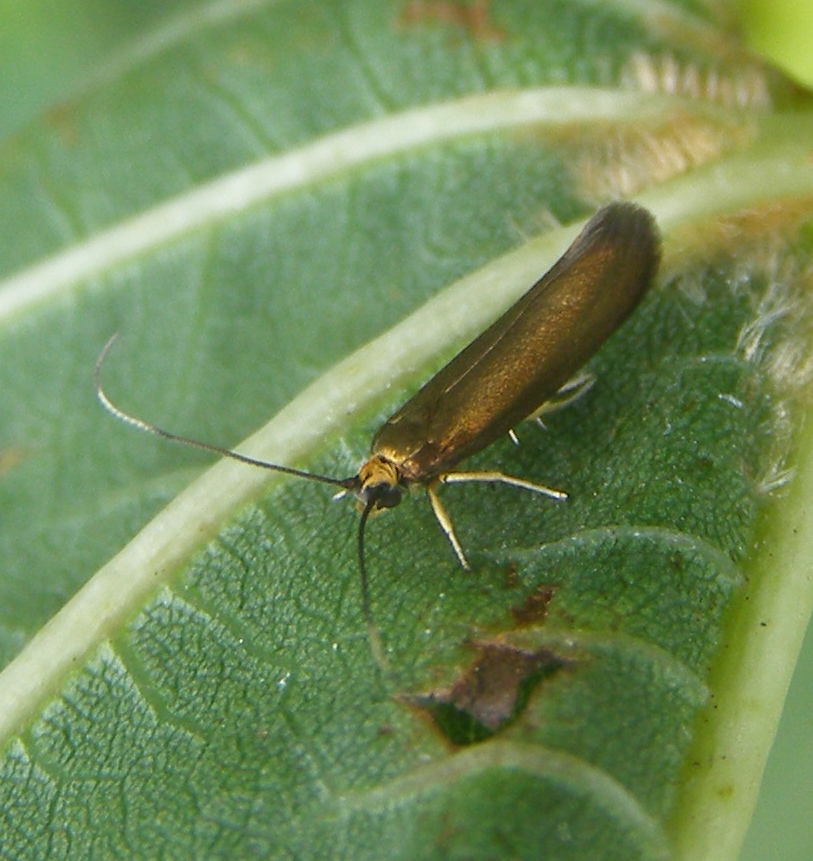